# عام الجراد (كتاب)
عام الجراد هو كتاب يحوي مذكّرات إحسان الترجمان أثناء خدمته العسكرية في الجيش العثماني إبان الحرب العالمية الأولى خلال العامين (1915-1916)، وقد ظهرت المذكَرات في قسم الأملاك العربية المتروكة (AP) على رفوف مكتبة إسرائيل الوطنية في القدس، نُشر عام الجراد عن مؤسسة الدراسات الفلسطينية في 2008، ويبلغ حجم الكتاب 368 صفحة، منها نحو 254 صفحة تضم المذكرات التي تغطي 108 أيام من مجموع أيام فترة ممتدة بين العامين (1915 -1916).
يعتبر كتاب عام الجراد إضاءة لجزء من ظلال الحياة اليومية لمدينة القدس في حقبة زمنية مفصلية، وهو أحد التوثيقات الفلسطينية القليلة التي توثق حياة الفلسطينيين البسطاء في الماضي.